# فستق عبيد (رواية)
فستق عبيد، رواية صدرت 2016 للكاتبة سميحة علي خريس من مواليد 16 أغسطس 1956 روائية أردنية ولدت في عمان، توجت الرواية بجائزة كتارا للرواية العربية عن فئة الروايات المنشورة 2017.

## عن الرواية
"فستق عبيد" لسميحة خريس تستعرض عذابات العبودية والعنصرية في السودان، ملتقطةً لحظات الظلم والمعاناة. يسرد الجد كامونقة قصة حياته القاسية كعبد لتاجر سمسم، مستعرضًا تجاربه ومقاومته لظلم الساسة والدين. تتنوع أساليب السرد، مع توجيه رسالة اجتماعية وسياسية حول الواقع السوداني. الرواية فازت بجوائز عديدة تقديرًا للأسلوب الملهم والرؤية العميقة.
« كل واحد منا مسكون بكائنات خفية تديره وترتب له حياته الوهمية، تماماً كما يحدث لعابر تحت ضوء الشمس؛ مرّ خلسة ولثوان استراح فيها تحت ظل شجرة، جلس فوق ظله، فظن هذه هي الدنيا، ثم عاد ماشياً مكشوفاً للضياء الباهية الساطعة، »
«إن مسألة الحرية بصورها المختلفة أحد أهم أركان العمل الروائي عند سميحة خريس على مدى تجربتها الكتابية الروائية، ولكنها تلتقط الثيمة وتثبتها في الروايتين الأخيرتين وتربطهما بقضية إنسانية عرفتها عدة دول عربية ومنها السودان»

## قصة الرواية
"فستق عبيد"، رواية تأخذنا في رحلة عبر تاريخ السودان، تسلط الضوء على صراع بين السودانيين والأوروبيين المحتلين. تبدأ القصة مع الجد كامونقة، الذي عاش تحت جماح العبودية. يزرع حقل الفستق ليحمي أحفاده من خطر الاستعباد.
الزمن يتنوع بين الماضي والحاضر، حيث يتجلى تأثير العبودية في جميع الأوقات. يُروى سرد كامونقة ببراعة، وتأخذ الأحداث منعطفات غير متوقعة. تختطف حفيدته في الوقت الحالي، ويتجسد الظلم بأشكال جديدة.
تتعدى الرواية الصراعات العرقية إلى الدين والطبقات الاجتماعية. يكتشف كامونقة أن العبودية تظهر بوجوه مختلفة في الدين والسياسة. الرواية تنقلب على الأفكار التقليدية وتتناول قضايا الفقر والظلم في المجتمع السوداني.
الشخصيات تعكس معاناة الفقراء وتعرض تأثير الدين والسلطة في حياتهم. "فستق عبيد" ليست مجرد رواية تسلية، بل تحمل رسالة قوية حول التحديات التي يواجهها الناس في مواجهة الاستبداد والعنصرية.

## الشخصيات
"فستق عبيد" تضم مجموعة من الشخصيات البارزة التي تجسد مختلف جوانب الحكاية. من بينها:
1. كامونقة: الجد الذي يعيش حكايته كعبد في طفولته. يُظهر كرمًا وقوة مقاومة في مواجهة العبودية.
2. حفيدته: تُختطف في الزمن الحديث، تمثل جيلًا جديدًا يتعرض لتحديات مختلفة تظهر تطوّر العبودية عبر الأجيال.
3. الأوروبيون المحتلون: يُمثلون الطبقة السالطة، ويظهرون بشكل قاسٍ كمستغلين للأرض والبشر.
4. شخصيات دينية: تُجسّد فكر الدين وتأثيره في حياة الشخصيات. يظهر كقوة إمبراطورية قوية قادرة على استعباد العقول.
5. الفقراء والمستضعفين: يُظهرون كضحايا للظلم الاجتماعي والاقتصادي، ويتعرضون لتحديات البقاء والتحرر.

تتنوع هذه الشخصيات لتعكس تعقيدات المجتمع وتأثير العبودية والعنصرية على حياة الأفراد.

## جوائز
توجت الرواية بجائزة كتارا للرواية العربية عن فئة الروايات المنشورة، في سنة 2021.